# Yevgueni Yevsiukov
Yevgueni Yevsiukov (Евгений Евсюков, Krasnoyarsk, 2 de enero de 1950) es un atleta ruso especializado en la marcha atlética.
Yevsiukov consiguió la medalla de bronce en el Campeonato Mundial de Atletismo de 1983 celebrado en Helsinki sobre la distancia de 20 km. También participó en los Juegos Olímpicos de Moscú, quedando en el puesto 4 en la misma distancia, consiguiendo con ello un diploma olímpico.

## Mejores marcas personales
| Mejores marcas personales | Mejores marcas personales | Mejores marcas personales   | Mejores marcas personales |
| Distancia                 | Tiempo                    | Lugar                       | Fecha                     |
| ------------------------- | ------------------------- | --------------------------- | ------------------------- |
| 20 km                     | 1h:19:53                  | Cherkasy, Unión Soviética   | 27 de abril de 1980       |
| 50 km                     | 3h:42:04                  | Leningrado, Unión Soviética | 3 de agosto de 1985       |
| PC - Pista Cubierta       |                           |                             |                           |